# Österreichischer Fussball-Bund

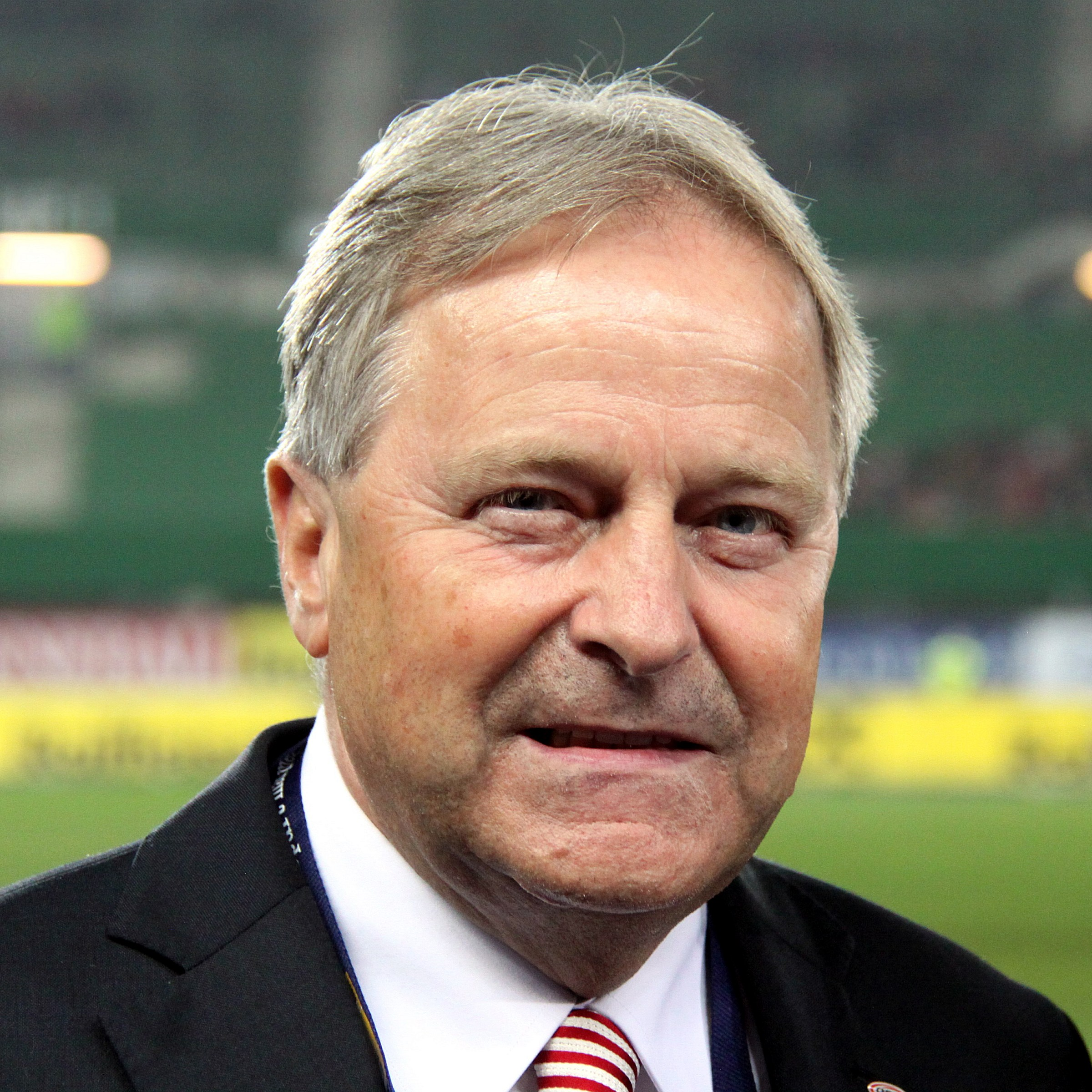
Ordförande Leo Windtner.

Österreichischer Fussball-Bund är Österrikes fotbollsförbund. Förbundet bildades 1904 och anslöts till Fifa 1905 och till Uefa 1954.